# 印第安巴尤鎮區 (阿肯色州洛諾克縣)
印第安巴尤鎮區（英語：Indian Bayou Township）是位於美國阿肯色州洛諾克縣的一個行政鎮區。

## 地方資料
印第安巴尤鎮區的面積為96.79平方千米，當中陸地面積為96.67平方千米，而水域面積為0.12平方千米。根據2010年美國人口普查的數據，當地共有人口304人，而人口密度為每平方千米3.14人。